# Mégabit
Pour les articles homonymes, voir Bit (homonymie).
Ne doit pas être confondu avec Mégabyte.
| Système international (SI) | Système international (SI) | Système international (SI) | Préfixes binaires (CEI) | Préfixes binaires (CEI)  | Préfixes binaires (CEI) | Ordre de grandeur |
| Unité                      | Notation                   | Valeur                     | Unité                   | Notation                 | Valeur                  | Ordre de grandeur |
| -------------------------- | -------------------------- | -------------------------- | ----------------------- | ------------------------ | ----------------------- | ----------------- |
| bit                        | bit                        | 1 bit                      | bit                     | bit                      | 1 bit                   | 1                 |
| kilobit                    | kbit ou kb                 | 103 bits                   | kibibit                 | Kibit (ou Kb, par usage) | 210 bits                | 103               |
| mégabit                    | Mbit ou Mb                 | 106 bits                   | mébibit                 | Mibit                    | 220 bits                | 106               |
| gigabit                    | Gbit ou Gb                 | 109 bits                   | gibibit                 | Gibit                    | 230 bits                | 109               |
| térabit                    | Tbit ou Tb                 | 1012 bits                  | tébibit                 | Tibit                    | 240 bits                | 1012              |
| pétabit                    | Pbit                       | 1015 bits                  | pébibit                 | Pibit                    | 250 bits                | 1015              |
| exabit                     | Ebit                       | 1018 bits                  | exbibit                 | Eibit                    | 260 bits                | 1018              |
| zettabit                   | Zbit                       | 1021 bits                  | zébibit                 | Zibit                    | 270 bits                | 1021              |
| yottabit                   | Ybit                       | 1024 bits                  | yobibit                 | Yibit                    | 280 bits                | 1024              |

Le mégabit (symbole : Mb ou Mbit) est une unité de mesure en informatique. Un mégabit vaut un million de bits, soit 1000 kilobits. Le groupement de 1000 mégabits représente un gigabit
Cette unité est généralement utilisée pour exprimer la vitesse d'une connexion très haut débit, le débit d'une vidéo haute définition ou encore la taille d'une musique au format mp3.
Le mégabit est étroitement lié au mébibit, un multiple d'unité dérivé du préfixe binaire mébi du même ordre de grandeur, qui est égal à 220 bits (1 048 576), soit environ 5 % plus grand que le mégabit.